# Київський ліцей бізнесу
Київський ліцей бізнесу, також Ліцей бізнесу, Ліцей «КРОК», КЛБ – приватний загальноосвітній навчальний заклад у Шевченківському районі міста Києва, вулиця Лагерна, 30—32. У ліцеї навчаються учні 7-11 класів. Це перша в Україні приватна школа, створена в травні 1991 р., для навчання і виховання старшокласників, здібних до управлінської й підприємницької діяльності. Переваги ліцею – єдність високої якості навчання за державним стандартом шкільної освіти та основ бізнес-освіти — навичок ХХІ ст. Профільна спрямованість – економічна, соціально-гуманітарна, мовна. Кредо ліцею: «Лідер — у кожному!». Ліцей бізнесу входить до Освітньої корпорації «КРОК», є першою ланкою системи неперервної підприємницької освіти, створеної Університетом «КРОК».

## Історія, засновники
Ліцей розпочав свою історію з Школи менеджменту для старшокласників, що створена у 1989 р. ентузіастами ідеї нової освіти — засновниками фірми «КРОК», яка на сьогодні є потужною освітньою корпорацією «КРОК». У 1991 році рішенням Виконавчого комітету Київської міської Ради народних депутатів №266 від 28.05.1991 p. було започатковано Ліцей економіки та бізнесу як інноваційну школу нового типу. Першим директором був Сергій Сергійович Клімов (працював навчальний рік 1991/92).
19 травня 1993 р. заклад було зареєстровано як ТОВ «Ліцей бізнесу». У 2004 р. відбулася перереєстрація ліцею як ТОВ «Загальноосвітній навчальний заклад «Київський ліцей бізнесу».
Засновниками ліцею є Вищий навчальний заклад «Університет економіки та права «КРОК» s Шевченківська районна в місті Києві державна адміністрація/. Назви — Ліцей економіки та бізнесу (ЛЕКОС, 1991—1993), Ліцей бізнесу (1993—2004), Київський ліцей бізнесу (з 2004 року). Скорочені назви — КЛБ, ліцей бізнесу, ліцей “КРОК”. Ідентифікаційний код юридичної особи (ЄДРПОУ) 21489206. Директор і проектувальник ліцею — Паращенко Людмила Іванівна, доктор наук з державного управління, кандидат педагогічних наук, доцент.

## Кроки новацій
З 1989 р. ліцей проектувався і створювався як експериментальний навчальний заклад для «агентів розвитку» суверенної України, відтоді в ньому триває дослідно-експериментальна робота щодо створення освітнього середовища для формування в учнів управлінських умінь і навичок, розвитку критичного мислення, навчання на засадах компетентнісного підходу в навчанні тощо.
Протягом 1993—1998 рр. у ліцеї вперше в історії вітчизняної освіти спроектовано і запроваджено педагогічну технологію «Загальна управлінська підготовка» для старшокласників на засадах системно-миследіяльнісної педагогіки Г.П.Щедровицького. Для проектування і реалізації освітньої програми ліцею як інноваційного навчального закладу в його структурі було створено Проектно-аналітичний центр, який очолив видатний методолог Зінченко Олександр Прокопович (29.12.1946-26.07.2015). У 1995 р. ліцей отримав диплом Всеукраїнського педагогічного товариства як кращий освітній проект України.За роки діяльності в освітній простір введено низку інновацій як для управління навчальним закладом, так і для здійснення навчально-виховного процесу. Зокрема:
Протягом 1995—1998 рр. створено комплексну інформаційну систему управління навчальним закладом (КІС «Лекос») Автоматизовано облік навантаження вчителів і складання розкладу, бази даних щодо учнів і вчителів, діловодство тощо. З 2000 р. налагоджено on-line зв'язок із батьками учнів за допомогою інформаційної системи «Ліцей-Інтернет-Батьки». Нині електронне освітнє середовище ліцею розвивається на хмарних технологіях Google for Education і включає внутрішній корпоративний сайт, внутрішні бази даних, комплексне автоматизованне планування навчального процесу та контроль його виконання, робочі кабінети класів у Google Classroom та інші  засоби зворотнього зв’язку між ліцеем та учнями (батькам). Учні та батьки мають змогу побачити план-календар подій і заходів на місяць, он-лайн розклад уроків, оперативні зміни в розкладі навчальних занять, домашні завдання (поточні та архів за рік). Кожен учень має персональний електронний щоденник, у якому щоденно фіксується облік відвідування та успішності, розміщуються індивідуальні записи — персональні відгуки про діяльність учня та рекомендації щодо розвитку та успішності, які надають учителі, куратори, психологи, майстри.
З 1996 р. в ліцеї вперше в Україні в навчальному закладі запроваджено центр моніторингу якості навчання та тестування як прозоре й неупереджене оцінювання навчальних досягнень учнів. Створено базу тестових завдань з 17 предметів державного стандарту обсягом понад 15 000 завдань. Напрацювання ліцею використані при розгортанні з 2004 р. національної системи зовнішнього незалежного оцінювання (ЗНО). Досвід описаний в посібниках, зокрема «Тестові технології у навчальному закладі» (2006 р.).
У 1998 р. вперше в Україні ліцей ініціював проведення міжнародної освітньої програми для школярів  з моделювання діяльності Організації Об’єднаних Націй – Модель ООН (UN Model). Проект діє і сьогодні та є потужним інструментом формування в учнів критичного мислення, здатності знаходити аргументи й досягати компромісів, дипломатичної етики та лідерства. Ліцей бізнесу нагороджений дипломом Представництва ООН в Україні за багаторічне партнерство.
З 2000 р. ліцей є учасником розроблення концепції європейського виміру в освіті і першим в Україні пілотним майданчиком із впровадження «Європейських студій у навчальних закладах України». У співпраці з міжнародними організаціями та експертами створено методичні посібники для вчителів та учнів, розгорнуто мережу шкільних європейських клубів, які нині ефективно працюють у багатьох закладах середньої та вищої освіти України.
З 2014 р. ліцей є експериментальним майданчиком всеукраїнського рівня з формування інформаційної компетентності, також є школою-лабораторією Інституту педагогіки НАПН України (наказ МОН України №1545 від 04.11.2013).
Вперше в 2015 р. на базі ліцею ініційовано Всеукраїнський проект з громадянської освіти та політичного виховання «М18: ми можемо більше!» спільно з НГО «Агенція розвитку освітньої політики», Україна, та DRA, Німеччина. Було вперше проведено вибори для дітей та молоді,  яким менше 18 років.  Ліцей виступив основним ініціатором та партнером Київського дитячо-юнацького форуму М18 у Київській міській раді.
Ліцей є незмінним лідером національного бізнес-рейтингу в галузі «Загальна середня освіта», має численні міжнародні та українські дипломи, нагороди Міністерства освіти і науки України, Київської міської державної адміністрації, Щевченківської райдержадміністрації тощо.

## Навчання, особливості
Навчання в ліцеї бізнесу розпочинається з 7 класу. Загалом  щороку в 7—11 класах навчаються близько 200 учнів. Прийом до 7-х класів здійснюється за конкурсним відбором і психолого-профорієнтаційним тестуванням, до 8—10 класів (на вільні місця) за співбесідою і тестуванням.
Навчальний день побудований за «студентською» моделлю: чотири пари (півпара триває 40 хвилин) з перервами по 10 і 20 хвилин. 3 пари навчальних предметів, 1 пара – програма особистісного розвитку (життєві компетентності, бізнес-практика, креативна майстерня, психологічні тренінги тощо), після основних занять – проектна робота, управлінські та творчі майстерні, спортивні секції, індивідуально-консультаційні зустрічі,
Освітня програма в ліцеї поєднує дві складові – загальноосвітнє навчання  в обсязі середньої школи та власна програма — «Загальна управлінська підготовка» (ЗУП). Цей напрям є авторською освітньою програмою і унікальною педагогічною технологією, що спроектована групою методологів-послідовників Г.П. Щедровицького та педагогами і випускниками ліцею бізнесу. ЗУП – це система навчально-практичних робіт, яка за умови її послідовного виконання учнями, забезпечує набуття технік самоорганізації і здатності практичного мислення та діяльності управлінця. Готовність до діяльності є одним з найважливіших результатів навчання. В освітньому процесі використовуються форми навчання, які притаманні бізнес-підготовці. Це  імітаційні й організаційно-діяльнісні ігри, проектно-аналітичні сесії, бізнес-симулятори, дебати й диспути, проекти, тренінги, бізнес-стажування. Упродовж року ліцеїсти проектують і  беруть участь у 6 проектно-аналітичних сесіях: “Господарство”, Фінанси”, “Право”, “Політика”, “Відтворення”.
Навчання через дію — основний принцип освітньої програми. У ліцеї створюються такі навчальні ситуації й умови, проходячи через які ліцеїсти розвивають інтелектуальні функції — мислення, аналітику, проектування і рефлексію, формують життєві компетентності, навички ХХІ століття. Основним результатом опанування ЗУП є здатність успішно діяти і досягати успіху в різних сферах суспільної та підприємницької діяльності, що засвідчується під час обов’язкової літньої бізнес-практики та участі в різноманітних проектах — від групових і  класних, до національних і міжнародних. ЗУП відповідає меті ліцею – розвиток здорової і самодостатньої особистості, здатної до лідерства у професійному і громадському житті.
У ліцеї діє система кураторства та тьюторства. Куратори класів є фахівцями з психології, управління, педагогіки. Основна функція — супровід навчання й особистісного розвитку ліцеїстів, забезпечення комунікації між педагогічною, учнівською і батьківською спільнотами на засадах демократизму, поважання прав і свобод кожного учасника взаємодії.
З 1993 року діє тьюторство. Тьютор — “бувалі” ліцеїст/ка, які пройшли рік підготовки за програмою ЗУП, і в наступному навчальному році застосовують здобуті компетентності, допомагаючи і супроводжуючи нових учнів. Тьюторство для ліцеїстів є ефективним тренажером відпрацювання технік самоорганізації, лідерства й управління людьми в малих групах (7—2 особи). Це основна форма перевірки готовності учнів до зайняття управлінської позиції, оскільки «досвідченіші» учні виступають у ролі лідерів, інструкторів, тренерів і консультантів для молодших ліцеїстів. Проектування та організація життєдіяльності ліцею відбуваються спільно з ліцеїстами та випускниками.
Стосунки в площині «вчитель–учень» побудовані на принципах відповідальності, відкритості, співпраці, лідерства, свободи та самостійності. Це означає, що дорослі і діти свідомо ставляться до обов'язків, норм і цінностей, кожен відповідає за свої слова і вчинки, що всі і кожен впевнений у собі, вміє вибудовувати діалог, співпрацювати з людьми різних поглядів і культур, вільно комунікувати та вмотивовано навчатися, є особистістю, здатний приймати рішення за себе і за групу людей та вести її до поставленої мети, поважає себе і тих, хто поряд, вільно висловлює власну думку, в тому числі критичну, тощо.
Мова навчання — державна. Основна іноземна – англійська, факультативно — німецька, французька. Ліцей має статус Oxford Quality School, що затверджує якість навчання ліцеїстів англійської мови.
Навчання платне.
Ліцей не зобов᾽язує учнів носити шкільну форму, бажаним є діловий стиль одягу.

## Навчальна база, умови
У ліцеї однозмінна система занять, забезпечено можливість проведення індивідуальних занять та консультацій з учнями, функціонування гуртків і студій, організації харчування та дозвілля ліцеїстів.
Приміщення ліцею розташовані в будівлі по вул. Лагерній 30-32, яка використовується спільно із засновником - Університетом економіки та права «КРОК». Навчальна база ліцею сучасна й зміцнюється щороку. Це естетично та технічно обладнані класні кімнати, навчальні аудиторії з мультимедійними комплексами та мережею WiFi, зал для занять хореографією та акторською майстерністю, креативна майстерня, комп’ютерний клас, актова зала. Учні ліцею користуються бібліотечно-інформаційним центром Університету «КРОК», що розміщена у тому ж корпусі і має понад 20 млн найменувань навчальної, фахової та художньої літератури в паперовому та мультимедійному форматі.
Спортивні заняття і здоров᾽я учнів є основними цінностями ліцею. До послуг ліцеїстів потужна спортивна інфраструктура – два спортзали, два тренажерні зали. У ліцеї проходять футбольні, баскетбольні, волейбольні чемпіонати, чемпіонати з тенісу, різноманітні спортивні ігри.
Медичне обслуговування здійснює штатний медичний працівник ліцею, а також лікар-консультант.
Харчуються учні та вчителі ліцею в кафе Університету «КРОК», яке працює з 8 до 20 години щодня.
Ліцей розташований на початку великого парку «Нивки», можливості якого активно використовуються для проведення спортивних і туристичних змагань, квестів, ігор, зборів тощо.

## Символіка, традиції
Ліцей має свій прапор, логотип, гімн.
Навчальний рік традиційно починається Вересневим збором – учнівський та педагогічний колективи у повному складі виїжджають на два-три дні за місто до комфортабельної бази відпочинку, де відбуваються страт програми «Загальна управлінська підготовка», інтелектуальні, творчі та спортивні змагання, новачки мають змогу влитися в колектив, формуються класи та дитячі мікро групи під наглядом фахівців, відбувається визначення лідерів учнівського самоуправління тощо. Щороку учні беруть участь у благодійному ліцейському марафоні-акції «Добро починається з тебе» - збирають іграшки, речі, книжки тощо та передають до дитинців.
У березні Ліцей бізнесу виступає з ініціативою і проводить регіональну конференцію «Модель ООН», в якій беруть участь близько 200 старшокласників з 25 кращих навчальних заклади столиці. Ліцеїсти забезпечують роботу всіх комітетів і комісій, імітуючи діяльність Генеральної Асамблеї ООН.
В останні дні навчального року кращі ліцеїсти, крім академічних і адміністративних нагород, преміюються лідерською корпоративною подорожжю. Ліцеїсти відвідують історико-культурного об᾽єкти Київщини чи сусідніх областей - за активну участь у ліцейських проектах, за результатами етапів всеукраїнських олімпіад, конкурсів МАН, активну участь у програмах міжнародного обміну, художній самодіяльності, Міжнародних конкурсах та за вагомий внесок у формування іміджу Ліцею.

## Творчі студії, проекти
У ліцеї здійснюється програма розвитку емоційного інтелекту та формування сильних рис характеру. Кожен ліцеїст – учасник чи ініціатор кількох освітніх проектів, зокрема «Менші 18 — Ми можемо більше!», «Пізнаємо Європу разом», «Лідер – це я!», «Програма особистісного розвитку «КРОКИ зростання». Усі ліцеїсти упродовж року мають взяти участь у двох обов’язкових міжпредметних тематичних і проектах. Теми проектів ліцеїсти обирають за власною ініціативою, та враховуючи потреби життєдіяльності ліцею. Зокрема, “Ігротехніки”, “Волонтери”, “Медіа-експерти”, “Арт-дизайн”, “ІТішка” “Івент-менеджмент” тощо. Мета такої проектної роботи - формування навичок ХХІ століття і управлінських компетентностей. У ліцеї кожен може знайти простір для задоволення творчих запитів - працюють літературна, танцювальна та театральна студії, секція настільного тенісу, шахів, робототехніки, туристично-краєзнавчий клуб тощо.

## Педагогічний колектив
З ліцеїстами працюють понад 40 кваліфікованих педагогічних працівників та 15 осіб адміністративно-технічного персоналу.
Директор і проектувальник ліцею Паращенко Людмила Іванівна, доктор наук з державного управління, кандидат педагогічних наук, доцент. Наукові здобутки та практичний досвід Паращенко Л.І. широко використовується при формуванні та реалізації освітньої політики, модернізації управління освітою як в Україні, так і за кордоном. Має понад 150 наукових публікацій. За книгу «Жити і вчитися в Україні», де викладені педагогічні засади ліцею, стала лауреатом літературної премії ім. Олени Пчілки.
Серед викладачів ліцею: 7 кандидатів наук, 9 вчителів вищої категорії, 5 — мають педагогічне звання «Вчитель-методист», 5 — звання «Старший вчитель», 5 — відомчу відзнаку «Відмінник освіти України», переважна більшість учителів нагороджені грамотами Міністерства та міського управління освіти і науки.
До роботи в ліцеї залучені викладачі Університету економіки та права «КРОК». Активну участь в організації навчання ліцеїстів як майбутніх управлінців беруть випускники.

## Відомі випускники
За понад 25 років з ліцею вийшли майже 1500 випускників. Серед них відомі управлінці — політики, бізнесмени, громадські діячі, поети та журналісти, успішні люди.
- Дерев'янко Станіслав Анатолійович (1984—2016) — український військовик, кавалер Ордена Богдана Хмельницького ІІІ ст. Загинув під час війни на сході України.
- Юрій Юрійович Вітренко (випускник 1992 р.) — український економіст та фінансист, директор з розвитку бізнесу НАК «Нафтогаз України».

## Партнери
- Програма розвитку ООН в Україні
- Київський молодіжний центр
- Громадська організація «Агенція розвитку освітньої політики» [Архівовано 15 Жовтня 2017 у Wayback Machine.]
- Громадська організація DRA (За європейське громадянське суспільство), Берлін, Німеччина [Архівовано 18 Липня 2018 у Wayback Machine.]
- Громадська спілка «Асоціація приватних закладів України»
- Громадська організація «Асоціація керівників шкіл м. Києва»
- Економічна школа ім. Роберта Боша, Німеччина
- Об’єднання шкіл м. Поремба, Польща